# Kristian Henriksen
Kristian "Svarten" Henriksen (3 de março de 1911 - 8 de fevereiro de 2004) foi um futebolista e treinador norueguês, medalhista olímpico.

## Carreira
Kristian Henriksen fez parte do elenco medalha de bronze, nos Jogos Olímpicos de 1936.